# Morad
Morad, de son nom complet Morad El Khattouti El Horami, né le 5 mars 1999 à L'Hospitalet de Llobregat (dans l'aire métropolitaine de Barcelone Espagne), est un chanteur et rappeur hispano-marocain. Il fait son entrée dans la scène du rap espagnol en 2019 avec son single M.D.L.R, puis en montant un label du même nom.

## Biographie

### Enfance et carrière
Morad naît le 5 mars 1999 de parents marocains et grandit dans le quartier La Florida à L'Hospitalet de Llobregat, dans l'aire métropolitaine de Barcelone en Espagne,. Son père est natif de Nador et sa mère de Larache. Morad s'identifie plus à la ville de sa mère, dû au fait qu'il a grandi sans la présence paternelle. Il commence à chanter lorsqu'il a quatorze ans, partageant des chansons enregistrées sur le réseau WhatsApp avec des amis. Il rencontre rapidement le rappeur Beny Jr qui l'accompagne un jour dans un studio de musique. C'est dans ce studio qu'il commence à enregistrer des dizaines de chansons.
La plupart de ses clips sont tournés dans son quartier La Florida à L'Hospitalet de Llobregat peuplé d'immigrés marocains et roumains, montrant des paysages urbains dans une ambiance multiculturelle, mettant en avant les enfants du quartier.
Morad clippe deux morceaux avant de gagner en notoriété en 2019 avec la sortie de son single M.D.L.R. (Mec De La Rue). Le morceau connait un réel succès, dépassant les 10 millions de vues sur YouTube. Il décide de s'auto-produire en créant son propre label sous le même nom. Il voit son premier album certifié disque de platine en Espagne.
En avril 2020, il sort son premier EP, MDLR volume 2, comprenant cinq titres. En 2020, il sort plusieurs titres qui figurent régulièrement dans les tendances en Espagne. En novembre 2020, il sort le single Motorola qui se classe en tant que numéro un dans la tendance YouTube en Espagne pendant plusieurs semaines.
En 2020, il collabore avec Jul dans l'album La Machine sur le morceau Vatos Locos. Se faisant connaître à l'étranger, plus particulièrement dans les pays voisins, il enchaîne les collaborations en 2021 et collabore avec le rappeur italien Capo Plaza sur le morceau Envidioso ou avec le rappeur français Kamikaz sur le morceau Trabajo.

## Polémiques

### Juin 2021: Agression de son ex-petite amie
Le 27 juin 2021, l'ex-petite amie de Morad a pénétré le domicile de Morad et a attaqué, à l'aide d'un couteau, la petite amie actuelle de Morad, avec qui il se trouvait. La petite amie de Morad a dû être amenée d'urgence à l'hôpital.

### Juillet 2021: Altercation avec la Garde civile
Le 17 juillet 2021, une altercation avec la Garde civile, où Morad est filmé avec une arme blanche en train de provoquer avec ses amis les forces de l'ordre dans le quartier de La Florida Hospitalet de Llobregat. Les autorités catalanes révèlent que des jets de bouteilles en verre ont eu lieu en direction de la police. L'homme politique espagnol Emilio Jesús del Valle Rodríguez a exigé via son parti politique Vox l'annulation du concert de Morad prévu à Barcelone. Le concert se produit quand même devant 100 000 personnes présentes.

## Discographie

### Singles
- 2019 : Lo Que Quiera
- 2019 : Un Cuento
- 2019 : M.D.L.R.
- 2019 : Cuidadito
- 2019 : Avisado
- 2019 : Profesores
- 2019 : Aguantando
- 2020 : Peligroso (feat. Ashafar)
- 2020 : Les Duele
- 2020 : Que Viene El Album
- 2020 : Bobo
- 2020 : He Visto
- 2020 : Normal
- 2020 : De Aqui Pa Ya (feat. Lacrim)
- 2020 : 2x1
- 2020 : Nos Perdone
- 2020 : Yo no voy
- 2020 : Motorola
- 2020 : Somos una Locura
- 2020 : Duros, Blandos y Flojos
- 2021 : El Coleta
- 2021 : Seguimos
- 2021 : TOCA
- 2021 : Añoranza, Sinónimo de la soledad
- 2021 : Cómo Estan
- 2021 : Paranoia Freestyle
- 2021 : Sonar
- 2021 : Cuando Ella Sale
- 2021 : Pelele
- 2022 : Acto de Calma
- 2022 : No Y No
- 2022 : Que Dira? (feat. Beny Jr)
- 2022 : Chandal
- 2022 : Lo Noto
- 2022 : Aprendi
- 2022 : No Money
- 2022 : Mama Me Dice
- 2022 : Carretera
- 2023 : Ninos Pequenos
- 2023 : Paz (feat. Nicki Nicole)
- 2023 : Soledad
- 2023 : Estopa
- 2023 : Se Grita (feat. Jul)
- 2023 : Seya (feat. Gims)
- 2024 : Paris Como Hakimi
- 2024 : Algo Muy Raro
- 2024 : Lo Que Tiene (feat. Beny Jr et RVFV)
- 2025 : Olvidar
- 2025: AH2
- 2025 : Hoyo
- 2025 : Tantos
- 2025 : Corazón puro (feat Rvfv)
- 2025 : Dónde están
- 2025 : RS6 (feat Dystinct)
- Tutto bene (feat Dardan)

### Collaborations
- 2019 : Nuestros Modos de DELARUE avec Morad
- 2019 : #FreePeke de Beny Jr avec Morad
- 2019 : A Escondidas de $kyhook avec Morad
- 2020 : Pucaba de Samueliyo Baby avec Morad
- 2020 : Que Paso de DELARUE avec El Greco et Morad
- 2020 : Vatos Locos de Jul avec Morad
- 2020 : M3ak de 3robi avec Morad
- 2021 : Barrio de Ashafar avec Morad
- 2021 : Envidioso de Capo Plaza avec Morad
- 2021 : Frontera Nada de TiiwTiiw avec Morad
- 2021 : Trabajo de Kamikaz avec Morad
- 2021 : AQUÍ de Ozuna et Soolking avec Morad
- 2021 : AMS - BCN de Ashafar avec Morad
- 2021 : Papel de Rim'K avec Morad
- 2021 : Casablanca de Baby Gang avec Morad
- 2021 : Nos vies de Timal avec Morad
- 2021 : Ganar O Perder de Josele Junior et Los Principes avec Morad
- 2021 : Rumoreo de Mister You avec Morad
- 2021 : Toda la noche de Jul avec Naps et Morad
- 2021 : La street de Jul avec Morad
- 2021 : J'appelle Uber de Lacrim avec Morad
- 2021 : Habla Claro d'Eladio Carrión avec Morad
- 2021 : Bzrp Music Sessions, Vol. 47 de Bizarrap avec Morad
- 2022 : Pochtar de Moubarak avec Morad
- 2022 : Eurovision de Central Cee, Rondodasosa, Baby Gang, A2Anti, Beny Jr, Ashe 22, Freeze Corleone avec Morad
- 2022 : Hermano de Seven Binks et Koba LaD avec Morad
- 2022 : Madre Mia de SCH avec Morad
- 2023 : Generacion Maldita, de Delarue avec Morad
- 2023 : Chouka, de TiiwTiiw avec Morad
- 2023 : GOL de Jon Z avec Morad
- 2023 : Familia de Luciano avec Morad
- 2023 : Manos Rotas de Dellafuente avec Morad
- 2023 : Libertad de Baby Gang avec Morad
- 2023 : Cuando Menos Lo Espera de Guleed avec Morad
- 2023 : Razones d'ElGrandeToto avec Morad
- 2023 : Intenso de Delajowy avec Morad
- 2024 : Imaginando d'Eno et Mero avec Morad
- 2024 : Figo de Dellafuente avec Morad
- 2024 : El Barrio de Guleed avec Morad
- 2024 : Puerto Escondido de Young Cister avec Morad
- 2024 : Si si de Aya Nakamura avec Morad
- 2024 : Dis Khamsa de Houari avec Morad
- 2024 : 0 Confianza de RVFV avec Morad
- 2024 : BIP! d'ElGrandeToto avec Morad
- 2024 ; Trato de estar bien de Duki avec Morad
- 2024 : FIESTA de GAZO avec Morad
- 2024 : SE FUE de Moncho avec Morad
- 2024 : Aquí (Remix) de Soolking avec Ozuna et Morad

- 2025 : Corazón puro de RVFV avec Rels B et Morad
- 2025 : RS6 de Dystinct avec Morad
- 2025 : Tutto Bene de Dardan avec Morad
- 2025 : Vida de Gaulois avec Ninho et Morad
- 2025 : SENTIR de Baby Gang avec Morad
- 2025 : CHULA de J Abecia avec Morad
- 2025 : CUIDATE de Gazo avec Morad
- 2025 : BANDA de Dei V avec Morad